# Resolutie 1628 Veiligheidsraad Verenigde Naties
Resolutie 1628 van de Veiligheidsraad van de Verenigde Naties werd unaniem door de
VN-Veiligheidsraad aangenomen op 30 september 2005 en
verlengde de vredesmacht in de Democratische Republiek Congo met een maand.

## Achtergrond
In 1994 braken in de Democratische Republiek Congo etnische onlusten uit die onder meer
werden veroorzaakt door de vluchtelingenstroom uit de buurlanden Rwanda en Burundi.
In 1997 beëindigden rebellen de lange dictatuur van Mobutu en werd
Kabila de nieuwe president.
In 1998 escaleerde de burgeroorlog toen andere rebellen Kabila probeerden te verjagen. Zij zagen zich
gesteund door Rwanda en Oeganda.
Toen hij in 2001 omkwam bij een mislukte staatsgreep werd hij opgevolgd door zijn zoon.
Onder buitenlandse druk werd afgesproken verkiezingen te houden die plaatsvonden in 2006 en gewonnen
werden door Kabila.
Intussen zijn nog steeds rebellen actief in het oosten van Congo en blijft de situatie er gespannen.

## Inhoud
De Veiligheidsraad:
- Herinnert aan zijn resoluties over de Democratische Republiek Congo, en vooral de resoluties 1565, 1592, 1596 en 1621.
- Bevestigt respect te hebben voor de soevereiniteit, territoriale integriteit en onafhankelijkheid van Congo en de Congolese bereidheid om het vredesproces daar te ondersteunen.
- Merkt op dat de situatie in Congo een bedreiging van de internationale vrede en veiligheid in de regio blijft.

1. Beslist het mandaat van MONUC te verlengen tot 31 oktober 2005.
2. Besluit op de hoogte te blijven.

## Verwante resoluties
- Resolutie 1616 Veiligheidsraad Verenigde Naties
- Resolutie 1621 Veiligheidsraad Verenigde Naties
- Resolutie 1635 Veiligheidsraad Verenigde Naties
- Resolutie 1649 Veiligheidsraad Verenigde Naties

Lijst ·  1581 ·  1582 ·  1583 ·  1584 ·  1585 ·  1586 ·  1587 ·  1588 ·  1589 ·  1590 ·  1591 ·  1592 ·  1593 ·  1594 ·  1595 ·  1596 ·  1597 ·  1598 ·  1599 ·  1600 ·  1601 ·  1602 ·  1603 ·  1604 ·  1605 ·  1606 ·  1607 ·  1608 ·  1609 ·  1610 ·  1611 ·  1612 ·  1613 ·  1614 ·  1615 ·  1616 ·  1617 ·  1618 ·  1619 ·  1620 ·  1621 ·  1622 ·  1623 ·  1624 ·  1625 ·  1626 ·  1627 ·  1628 ·  1629 ·  1630 ·  1631 ·  1632 ·  1633 ·  1634 ·  1635 ·  1636 ·  1637 ·  1638 ·  1639 ·  1640 ·  1641 ·  1642 ·  1643 ·  1644 ·  1645 ·  1646 ·  1647 ·  1648 ·  1649 ·  1650 ·  1651